# Cartago (Costa Rica)
Cartago è una città della Costa Rica, situata a circa 25 km a est della capitale del paese, San José, e può essere considerata parte della sua area metropolitana. Sorge a un'altitudine media sul livello del mare di 1435 metri, alle pendici del vulcano Irazú. La città è capoluogo della provincia omonima ma in passato ebbe un peso molto più consistente, sicuramente di prim'ordine relativamente a quell'area geografica.

## Geografia fisica

### Divisione amministrativa e dati demografici
La città propriamente detta non arriva a contare nemmeno trentamila abitanti. 

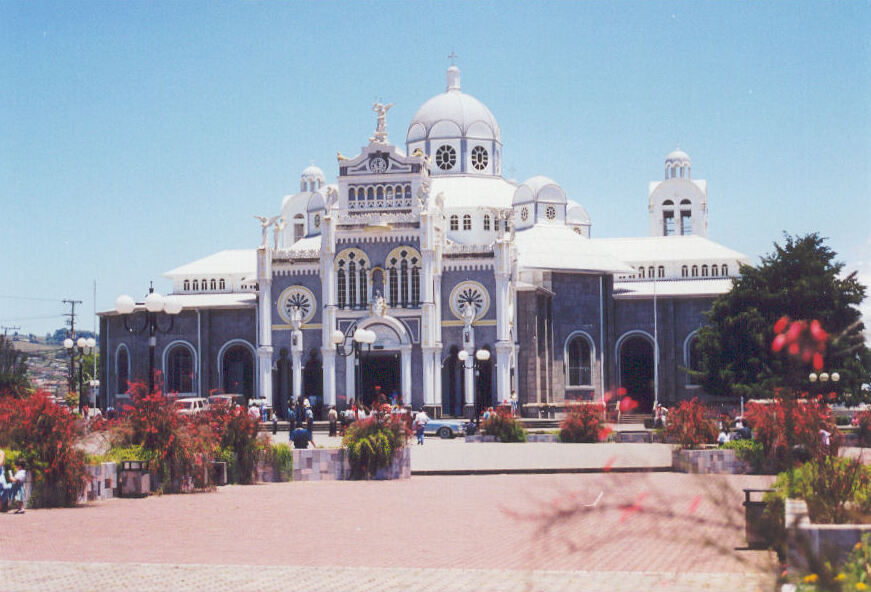
La Basilica di Nuestra Señora de los Angeles

 L'area urbana di Cartago, che di fatto risulta unita alla ben più ampia conurbazione di San José, viene fatta corrispondere all'omonimo cantone, che conta 147.300 abitanti  al censimento del 2006. L'area urbana si estende in particolar modo su sette distretti: Oriental, Occidental (che corrisponde all'incirca al centro urbano), San Nicolás (che si trova ad occidente e costituisce il varco della città), El Carmen (a nord), San Rafael de Oreamuno, Dulce Nombre e San Francisco (conosciuto anche come Aguacaliente).

### Posizione geografica e clima
L'area che fa capo a Cartago è conosciuta per la sua grande varietà di flora e fauna, e soprattutto per le dense foreste pluviali che ricoprono i fianchi delle montagne circostanti. Il paesaggio è dominato dalla mole dei vulcani Irazú e Turrialba, che distano - in linea d'aria - rispettivamente 12 e 19 chilometri. Grazie soprattutto all'elevata altitudine, Cartago è reputata una delle città più fresche della nazione, godendo di un clima tropicale umido con temperature medie oscillanti tra i 12 e i 20 gradi. Precisamente, queste sono particolarmente miti durante il giorno, mentre tendono ad abbassarsi piuttosto drasticamente la notte.
| Mese                           | Gen   | Feb  | Mar  | Apr  | Mag   | Giu   | Lug   | Ago   | Set   | Ott   | Nov  | Dic  |
| ------------------------------ | ----- | ---- | ---- | ---- | ----- | ----- | ----- | ----- | ----- | ----- | ---- | ---- |
| Temperatura massima media (°C) | 24,0  | 25,2 | 26,1 | 26,3 | 26,5  | 26,1  | 25,4  | 25,7  | 25,9  | 25,6  | 24,9 | 24,1 |
| Temperatura minima media (°C)  | 11,1  | 10,8 | 11,7 | 12,3 | 14,1  | 14,6  | 13,8  | 14,3  | 14,4  | 14,4  | 12,8 | 11,6 |
| Piogge (mm)                    | 123,1 | 90,3 | 61,1 | 72,0 | 137,1 | 127,7 | 111,5 | 103,4 | 128,6 | 122,9 | 148  | 177  |

## Storia
La città assunse il ruolo di capitale coloniale nell'anno 1561, quando i conquistadores spagnoli si spostarono dalla costa atlantica verso l'entroterra, che presentava innumerevoli vantaggi: innanzitutto era caratterizzato da un clima decisamente più mite di quello costiero; 

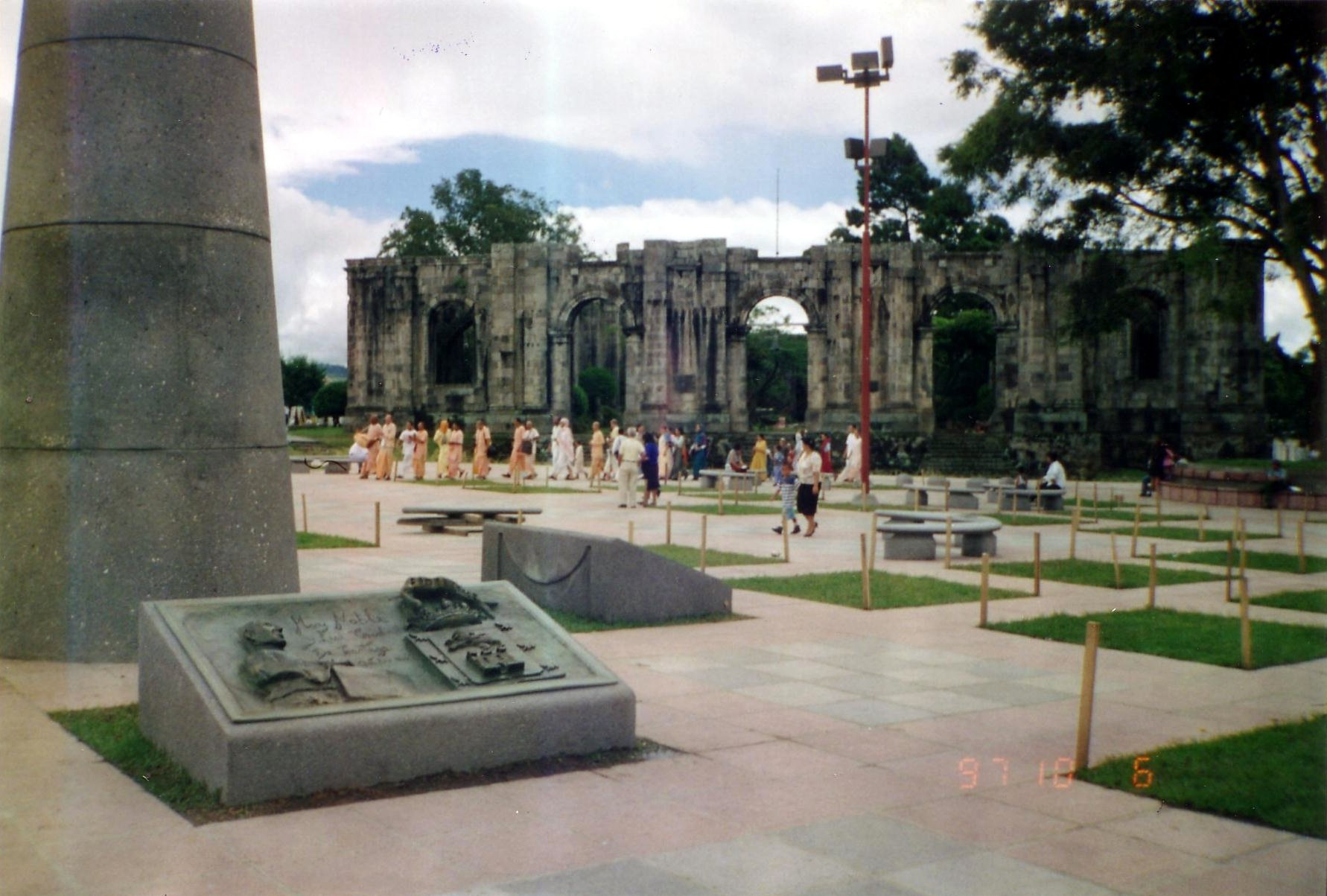
Le rovine della chiesa di Santiago Apóstol

 in secondo luogo - grazie all'effetto dei vulcani - ospitava terre di gran lunga più fertili, e inoltre perché era al riparo dalle frequenti scorrerie dei corsari finanziati dagli inglesi e supportati dai Miskitos, una popolazione indigena fusa con schiavi sfuggiti al controllo degli spagnoli. La città, se pur lentamente, prosperò; del resto proprio l'area degli altipiani centrali, in cui essa sorge - analogamente a San José - era destinata a diventare la regione trainante del Paese . Per quasi due secoli, comunque, la città non visse momenti di autentica pace, tant'è che le venne assegnato il nomignolo di Città Mobile, a causa dei continui "traslochi" che i coloni erano costretti a effettuare alla ricerca di nuovi terreni per il pascolo o per i minacciosi movimenti dei vicini vulcani. In ogni caso alla fine del Settecento venne stabilito il luogo definitivo di fondazione della città, che fu soggetta a due violenti terremoti, nel 1823 e nel 1910. Proprio nel 1823 la capitale della Costa Rica venne spostata da Cartago a San José, visto che gli abitanti della prima avevano premuto fino all'ultimo per un'annessione all'Impero Messicano di Agustín de Iturbide, mentre i josefini (abitanti di San José) si erano fatti portavoce di quanti volevano una Costa Rica indipendente, istanza che risultò premiata dalle vicissitudini politiche di quel decennio.

## Economia e società
Cartago e la sua regione fanno parte dell'area più avanzata del paese, la Cordigliera Centrale. A dimostrazione dell'apprezzabile grado di sviluppo economico-sociale raggiunto si possono citare i dati concernenti lo sviluppo umano (il cantone di Cartago, nel 2005, si è posizionato al quattordicesimo posto su ottantuno) e l'indice di povertà umana (sedicesimo cantone con la percentuale minore di persone indigenti) . A proposito dello stesso indice, tra i paesi considerati in via di sviluppo, la Costa Rica risulta a sua volta terza su 103, che è indubbiamente un'ottima performance . Le produzioni principali, voci primarie dell'economia cittadina, sono le patate, le cipolle, il latte e le arachidi. Nel XXI secolo, tuttavia, sta assumendo sempre maggior importanza il comparto dell'alta tecnologia (componenti per computer).

## Sport

### Calcio
In questa città ha sede la società calcistica Asociación Deportiva Municipal Paraíso.